# St. Martinus (Bedburdyck)

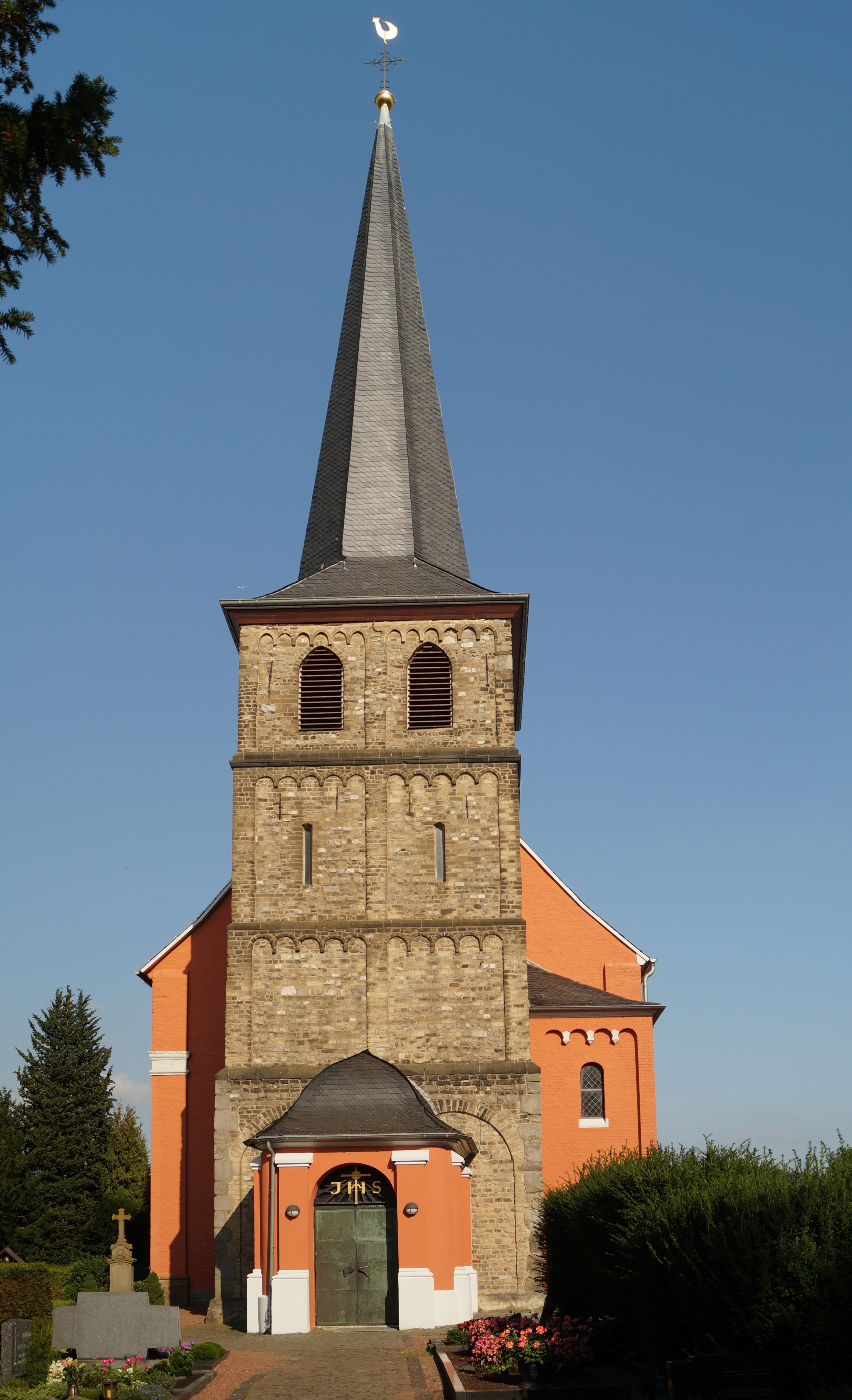
St. Martinus Bedburdyck

St. Martinus ist die römisch-katholische Pfarrkirche von Bedburdyck, einem Dorf der Stadt Jüchen im Rhein-Kreis Neuss.

## Geschichte
Hervorgegangen ist das heutige Gotteshaus aus einer Eigenkirche der Herren von Dyck, die zu ihrem Hof in Bedburdyck gehörte. In einer Urkunde von 1282 erscheint die Kirche als Pfarrkirche. 1351 schenkte Konrad, Herr zu Dyck, das Patronat der Kirche dem Kölner Domstift. Aus unbekannten Gründen gelangte es im 15. Jahrhundert an die Herren von Salm-Reifferscheid-Dyck, in deren Besitz es bis zur Säkularisation war.
Das romanische Langhaus wurde 1775 durch einen Neubau, einen barocken Backsteinsaalbau, auf Kosten derer von Salm-Reifferscheid-Dyck ersetzt, den Turm des 12. Jahrhunderts behielt man bei. Im 18. Jahrhundert wurde dem Turm eine barocke Vorhalle vorgesetzt.
Durch Funde des Jahres 1870 ist eine hohe Siedlungskontinuität des Kirchenstandortes belegt. Auf dem umgebenden Friedhofsgelände entdeckte man eine römische Herkulesstatue und einen Sandsteinsarkophag. Im Turm fanden sich bei Bauuntersuchungen zudem sekundär vermauerte römische Ziegel. Dieses lässt möglicherweise auf dem Bedburdycker Kirchhügel auf eine frühere heidnische Kult- und Begräbnisstätte schließen, die der christlichen Besiedlung vorausging.

## Architektur
Der dreiseitig geschlossene Backsteinsaal von 1773/74 steht leicht erhöht auf einem ummauerten Friedhof. Der Chor schließt dreiseitig, es wurden Spiegelgewölbe eingezogen. Die Sakristei steht im Chorscheitel. Der mächtige vorgesetzte Westturm wurde in der zweiten Hälfte des 12. Jahrhunderts errichtet. Er wurde im Wechsel von Tuff- und Sandsteinschichten sowie Durchschuss römischer Ziegel gemauert. Gegliedert wurde er durch Lisenen, Rundbogenblenden und -friese. Der Portalvorbau – umgangssprachlich „Stessener Kapellchen“ genannt – und die steile Schieferpyramide wurden mit dem Neubau des Schiffes angefügt, das durch Pilaster gegliedert wurde. Das Südportal, die sogenannte Grafentür, war dem Patronatsherren vorbehalten. Über dem Portal ist ein steinernes Allianzwappen des Hauses Salm-Reifferscheid-Dyck angebracht. Der Außenbau wurde nach Befund rot geschlämmt. Der Innenanstrich in Pastelltönen von 1951 wurde ohne Befund ausgeführt. Der Entwurf für den Innenausbau und die Ausstattung wird neuerdings M. Leyel II zugeschrieben.

## Ausstattung
Ab 1779 wurde die qualitätsvolle, auf eine Verbindung zur Bonn-Brühler Hofkunst hinweisende Ausstattung beschafft:
- Der Hochaltar
- Die Seitenaltäre wurden von den Grafen von Schloss Dyck gestiftet.
- Kanzel und Beichtstühle
- Im Hochaltar steht eine Figur des hl. Martin.
- In den Seitenaltären stehen Figuren des hl. Nikolaus und des hl. Matthias, bzw. die Figur der Muttergottes mit Jesuskind und der hl. Katharina.
- Die Orgelempore wurde in Stuckmarmor verkleidet.
- Das Orgelgehäuse stammt von 1837.
- Ein lebensgroßes Kruzifix vom Anfang des 16. Jahrhunderts
- Das Hungertuch, eine westfälische Leinenstopfarbeit des 16. Jahrhunderts ist heute in einer Vitrine in der Pfarrkirche ausgestellt, befand sich eine Zeitlang als Leihgabe im Heimatmuseum Münsterland in Telgte[1].

## Glocken
Die Kirche verfügt über drei Bronzeglocken, die in den Jahren 1634, 1665 und 1958 gegossen wurden.
| Nr. | Giesser                                         | Gussjahr | Ø (mm) | Gewicht (kg) | Nominal (16tel) |
| I   | Claudius Lamiral?                               | 1634     | 1120   | 850          | e′-2            |
| II  | Claudius Lamiral                                | 1665     | 1010   | 580          | fis′+2          |
| III | Karl (III) Otto, Fa. F. Otto, Bremen-Hemelingen | 1958     | 910    | 460          | a′+2            |

Geläutemotiv: (Glocken I–III) e-fis-a-a-a: Gloria IV